# Blame the Game
Blame the Game (Spieleabend) è un film del 2024 diretto da Marco Petry.

## Trama
Pia, fotografa, e Jan, proprietario di un negozio, si conoscono al parco, iniziano a frequentarsi e si mettono insieme. Pia, dopo un mese, decide di invitare Jan alla serata giochi di società a casa dell’amica Karo. Tutto sembra andare bene ma l'inaspettato arrivo di Mathias, ex di lei, porta a situazioni volutamente spiacevoli. Infatti, quest'ultimo non si risparmia dal mettere in imbarazzo Jan parlando di quando stava con Pia e arriva a mostrare delle loro foto insieme.

## Distribuzione
Il film è stato distribuito sulla piattaforma Netflix il 12 luglio 2024.